# MES (緩衝剤)
MES（2-モルホリノエタンスルホン酸、英：2-(N-morpholino)ethanesulfonic acid）は、緩衝剤として利用される有機化合物の一つ。モルホリン基を持つ。生化学分野で広く用いられるグッドバッファーの一種。近いpH緩衝性を持つ化合物に、MESのエタンスルホン酸部分がプロパンスルホン酸に置換したMOPSが知られる。

## 利用
20℃においてのpKaは6.15であり、溶液はpH 5.5～6.7の範囲で緩衝液として機能する。水に可溶で、融点は300℃以上。
一般的に利用される多くの緩衝剤が金属イオンと錯体を形成するなか、MESは錯体を形成する金属イオンが少ないため、同イオンを使った化学反応のバッファーとしても利用される。MESは、カルシウムイオン、マグネシウムイオン、マンガンイオン、またわずかに銅(II)イオンとのみ錯体を形成する。

## 安全性
MESはわずかながら危険性がある。皮膚への曝露は流水でよく流すこと、また眼への曝露や粉末を吸い込んだ場合は治療が推奨される。一酸化炭素、窒素酸化物、硫黄酸化物などとの燃焼反応では、毒性のある煙が生成されるため注意が必要。